# برنامه امشب با اجرای جیمی فلن
برنامه امشب با اجرای جیمی فلن یک برنامه گفتگوی آخر شب از شبکه ان بی سی و با اجرای جیمی فلن است. پخش این برنامه تلویزیونی از ۱۷ فوریه ۲۰۱۴ شروع شد و محصول شرکت برادوی ویدئو و یونیورسال تلوژن است که هرشب ساعت ۱۱:۳۴ شب پخش آن شروع می‌شود.
این برنامه در شصت‌وششمین جوایز امی ساعات پربیننده نامزد پنج جایزه شد که در این میان موفق به کسب جایزه امی هنرهای خلاق شد.

## پیوند
- وب‌گاه رسمی